# Explorer 16
Explorer 16 ou S-55B  est un petit satellite expérimental de la NASA mis en orbite en décembre 1962 pour évaluer la menace constituée par micrométéoroïdes pour les engins spatiaux circulant en orbite basse. C'est le deuxième satellite d'une série de trois développés par le centre Goddard. Les données, fournies par le satellite qui a fonctionné durant sept mois, ont permis de mieux évaluer le risque associé aux micrométéorites. La NASA développera par la suite la série des satellites Pegasus (lancés en 1965) pour évaluer de manière plus précise ce risque.

## Contexte et objectifs de la mission
Explorer 16  est développé par le Centre de vol spatial Goddard (établissement de la NASA) dans le cadre de son programme Explorer réunissant des missions scientifiques de faible cout. Les micrométéorites qui sont présents dans l'environnement spatial de la Terre et qui se déplacent à très grande vitesse (jusqu'à 70 km/s pour les débris de comète circulant autour du Soleil à contresens des planètes) présentent un risque de collision avec les engins spatiaux. En 1961 les scientifiques et les ingénieurs ne sont pas en mesure d'évaluer le degré de ce risque de manière précise. Les premières missions américaines lancées dans l'espace profond (Pioneer 1 et Mariner 2) avaient constaté que le volume des micrométéorites décroissait dans un rapport de 1 sur 10 000 lorsqu'on s'éloignait de la Terre. Les mesures effectuées par la sonde spatiale soviétique Mars 1 semblaient indiquer que l'espace profond était pratiquement vide. Mais il était important que toutes ces mesures soient confirmées. Un satellite similaire à Explorer 16, Explorer 13, a été lancé en 1961 mais n'a pu remplir sa mission du fait de la défaillance de son lanceur.

## Déroulement de la mission
Le satellite Explorer 16 est lancé le 16 décembre 1962 par une fusée Scout X1 décollant de la base de lancement de Wallops. Il est placé sur une orbite basse dont le périgée est de 750 km, l'apogée est de 1 181 km et l'inclinaison orbitale de 52°. Le satellite fonctionne durant sept mois jusqu'en juillet 1963 et remplit ses objectifs. Durant la vie du satellite 44 cellules en cuivre au béryllium de 25 microns ont été perforées et aucune cellule de 127 microns. Cela a permis d'établir que le taux de perforation des cellules de 25 microns était de 0,32 par m² et par jour et le taux de perforation des cellules de 51 microns était de 0,19 par m² et par jour. Le détecteur utilisant des feuilles en acier inoxydable a enregistré six perforations dans des feuilles de 25 microns d'épaisseur et une perforation dans une feuille de 152 microns. Un troisième satellite de même type, Explorer 23, sera lancé en 1964 et  des satellites Pegasus (lancés en 1965) seront développés pour évaluer de manière plus précise ce risque,,.

## Caractéristiques techniques

### Plateforme
Explorer 16 est constitué par le quatrième étage du lanceur Scout modifié pour emporter des instruments de détection d'impact en plus de son rôle dans l'atteinte de l'orbite. Cet étage, long de 2 mètres pour un diamètre de 70 centimètres, a une masse de 100,8 kilogrammes.

### Instruments
Explorer 16 emporte cinq expériences toutes destinées à évaluer la menace constituée par les micrométéoroïdes. Celles-ci sont : 
- Un détecteur de micrométéoroïdes composé de 160 capsules réalisées en cuivre au béryllium avec trois épaisseurs différentes (100 cellules de 25 microns, n cellules de 51 microns et 20 cellules de 127 microns) pressurisées par de l'hélium. La perforation d'une capsule par un micrométéoroïde déclenche une baisse de pression qui est détecté par un capteur électronique[3].
- Un détecteur  de micrométéorites composé de deux capsules réalisées en sulfure de cadmium ayant une superficie totale de 48 cm². Les détecteurs sont protégés par une couche de plastique polymère avec une mince couche de mylar. Si un micrométéoroïde parvient à traverser cette couche de protection de la lumière pénètre dans la cellule ce qui modifie la résistance électrique de celle-ci. Cette résistance est mesurée de manière continue[5].
- Une expérience constituée de grilles en fil de cuivre épais de 52 et 76 microns[6].
- Une expérience constituée de feuilles d'acier inoxydable de 25 et 150 microns d'épaisseurs. La perforation par un micrométéoroïde déclenche la rupture d'un circuit électrique qui est mesurée[7].
- Une expérience mesurant le moment des micrométéoroïdes constituée par des détecteurs piézoélectriques ayant une surface totale de 0,35m²[8].